# Amphineurus nullus
Amphineurus nullus är en tvåvingeart som beskrevs av Alexander 1967. Amphineurus nullus ingår i släktet Amphineurus och familjen småharkrankar. Inga underarter finns listade i Catalogue of Life.